# W. O. Decker
Le W. O. Decker est un remorqueur en bois de 15,85 m construit à Long Island City en 1930 sous le nom de Russell I pour la Newtown Creek Towing Company. La société de remorqueurs Decker à Staten Island a acheté et rebaptisé le bateau en 1946. Il était à l'origine alimenté à la vapeur avant d'être équipé d'un moteur diesel de 175 ch.
En 1986, il a été donné au South Street Seaport Museum à Manhattan, où il reste aujourd'hui en cours de restauration.
Il a été inscrit au registre national des lieux historiques le 13 septembre 1996.

## Galerie
|  |
|  |

|  |
|  |